# اوج و حضیض

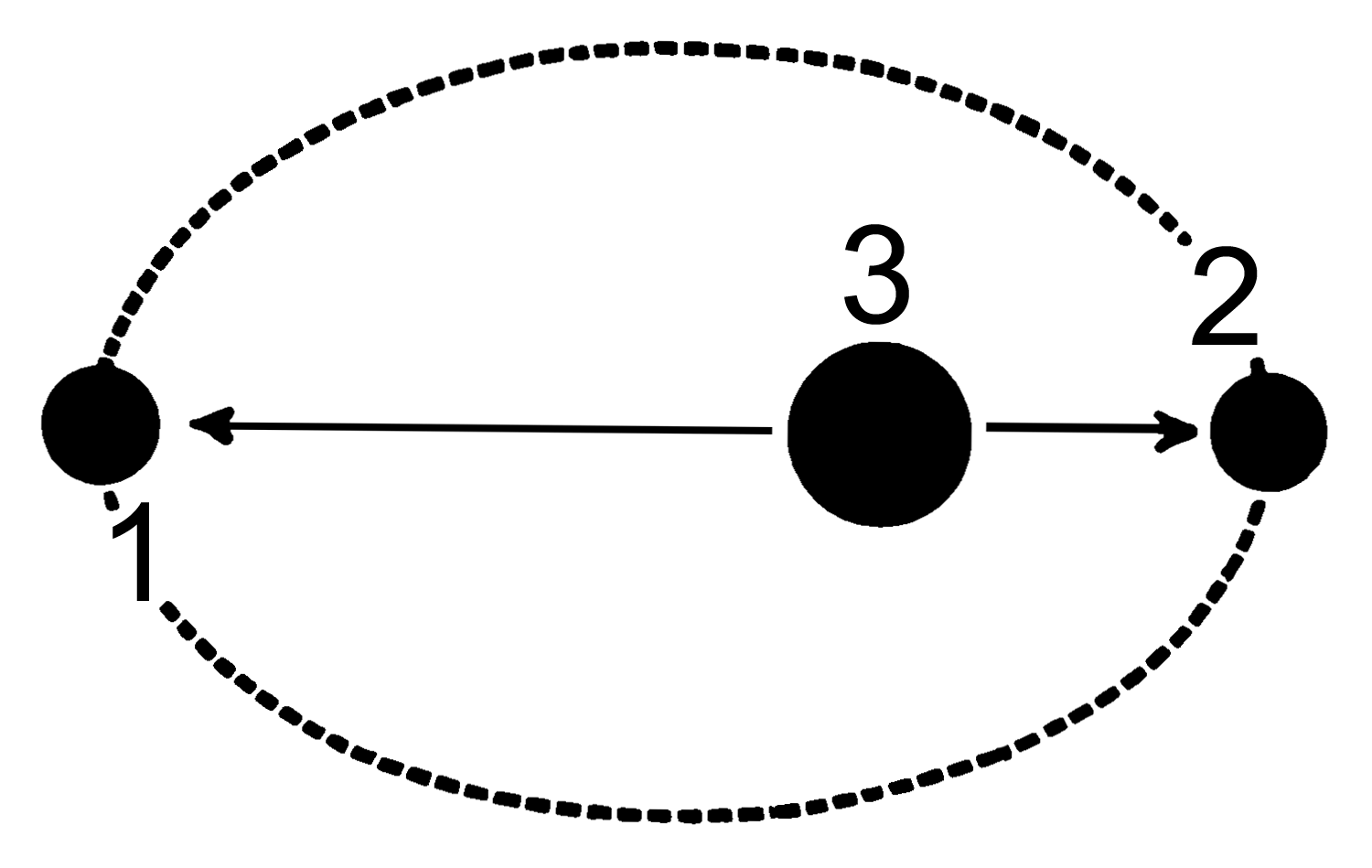
۱) اوج؛ ۲) حضیض؛ ۳) کانون

اوج و حضیض دو نقطه متقابل مداری از جهت بیشترین تفاوت فاصله گرانیگاهی با هم است. به نقطه‌ای در مدار بیضوی، در دورترین فاصله از مرکز جرم سامانهٔ مداری نظیر ستارهٔ دوتایی یا یک ستاره و قمرش، اوج یا اوج مرکزی (apocenter) یا دوراوج (apoapsis) گفته می‌شود. به نزدیک‌ترین نقطه در مدار بیضوی نسبت به گرانیگاه، حَضیض گفته می‌شود.

## اوج و حضیض ماه
اوج و حضیض ماه به‌ترتیب عبارت است از دورترین فاصله ماه در مدار خود نسبت به زمین که اوج زمینی (apogee) و نزدیک‌ترین فاصله آن به زمین که حضیض زمینی (perigee) نامیده می‌شود.

## اوج و حضیض خورشیدی
| تاریخ و زمان (به وقت ایران) انقلابین و اعتدالین روی زمین | تاریخ و زمان (به وقت ایران) انقلابین و اعتدالین روی زمین | تاریخ و زمان (به وقت ایران) انقلابین و اعتدالین روی زمین | تاریخ و زمان (به وقت ایران) انقلابین و اعتدالین روی زمین | تاریخ و زمان (به وقت ایران) انقلابین و اعتدالین روی زمین | تاریخ و زمان (به وقت ایران) انقلابین و اعتدالین روی زمین | تاریخ و زمان (به وقت ایران) انقلابین و اعتدالین روی زمین | تاریخ و زمان (به وقت ایران) انقلابین و اعتدالین روی زمین | تاریخ و زمان (به وقت ایران) انقلابین و اعتدالین روی زمین |
| زمان                                                     | اعتدال بهاری                                             | اعتدال بهاری                                             | انقلاب تابستانی                                          | انقلاب تابستانی                                          | اعتدال پاییزی                                            | اعتدال پاییزی                                            | انقلاب زمستانی                                           | انقلاب زمستانی                                           |
| ماه                                                      | اسفند/ فروردین                                           | اسفند/ فروردین                                           | خرداد/ تیر                                               | خرداد/ تیر                                               | شهریور/ مهر                                              | شهریور/ مهر                                              | آذر/ دی                                                  | آذر/ دی                                                  |
| سال                                                      |                                                          |                                                          |                                                          |                                                          |                                                          |                                                          |                                                          |                                                          |
| سال                                                      | روز                                                      | ساعت                                                     | روز                                                      | ساعت                                                     | روز                                                      | ساعت                                                     | روز                                                      | ساعت                                                     |
| -------------------------------------------------------- | -------------------------------------------------------- | -------------------------------------------------------- | -------------------------------------------------------- | -------------------------------------------------------- | -------------------------------------------------------- | -------------------------------------------------------- | -------------------------------------------------------- | -------------------------------------------------------- |
| ۱۴۰۰                                                     | ۳۰                                                       | ۱۳:۰۷                                                    | ۳۱                                                       | ۰۷:۰۲                                                    | ۳۱                                                       | ۲۲:۵۱                                                    | ۳۰                                                       | ۱۹:۲۹                                                    |
| ۱۴۰۱                                                     | ۲۹                                                       | ۱۹:۰۳                                                    | ۳۱                                                       | ۱۲:۴۴                                                    | ۱                                                        | ۰۴:۳۴                                                    | ۱                                                        | ۰۱:۱۸                                                    |
| ۱۴۰۲                                                     | ۱                                                        | ۰۰:۵۴                                                    | ۳۱                                                       | ۱۸:۲۸                                                    | ۱                                                        | ۱۰:۲۰                                                    | ۱                                                        | ۰۶:۵۷                                                    |
| ۱۴۰۳                                                     | ۱                                                        | ۰۶:۳۷                                                    | ۱                                                        | ۰۰:۲۱                                                    | ۱                                                        | ۱۶:۱۴                                                    | ۱                                                        | ۱۲:۵۰                                                    |
| ۱۴۰۴                                                     | ۳۰                                                       | ۱۲:۳۲                                                    | ۳۱                                                       | ۰۶:۱۲                                                    | ۳۱                                                       | ۲۱:۵۰                                                    | ۳۰                                                       | ۱۸:۳۳                                                    |
| ۱۴۰۵                                                     | ۲۹                                                       | ۱۷:۴۶                                                    | ۳۱                                                       | ۱۱:۵۵                                                    | ۱                                                        | ۰۳:۳۶                                                    | ۱                                                        | ۰۰:۲۰                                                    |

| ساعت | ۰۰:۰۷ | ۱۸:۰۳ | ۰۹:۴۴ | ۰۶:۱۳ |

اوج خورشیدی (به انگلیسی: Aphelion) (یا زمینی) دورترین نقطه فاصله زمین در مدار بیضویش نسبت به خورشید و حضیض خورشیدی نزدیکترین این فاصله است.
در نقطه حضیض خورشیدی (به انگلیسی: Perihelion)، یک سیاره در مدار بیضی شکلش به دور خورشید، در نزدیک‌ترین مکان به خورشید قرار می‌گیرد. برای یک سیاره، دنباله‌دار یا دیگر اجرام آسمانی، حرکت کردن به دور خورشید در یک مدار بیضی شکل انجام می‌گیرد و به این ترتیب فاصله بین جسم و خورشید در سراسر مدار تغییر می‌کند. در این نقطه در مدار، سیاره با حداکثر سرعتش حرکت می‌کند (قانون دوم کپلر). حضیض خورشیدی به‌طور خاص در مورد مدارهای حول خورشید به کار می‌رود ولی در واقع نقطه حضیض در هر مدار معمولی بیضی شکلی که در آن یک جسم کوچک‌تر به دور یک جسم بزرگ‌تر می‌گردد وجود دارد. برای به‌طور کامل مشخص کردن موقعیت یک سیاره، بحث نقطه حضیض خورشیدی به عنوان یکی از عناصر (پایه‌های) مدار مورد نیاز است. در یک میدان گرانشی (جاذبه‌ای) قوی، محل نقطه حضیض خورشیدی ممکن است به‌طور پیاپی روی مدارها جلوتر برود. در منظومه شمسی، این امر را می‌توان در مدار سیاره تیر (عطارد) مشاهده کرد که آزمون مهمی برای قانون نسبیت عام محسوب می‌شود.
اوج و حضیض خورشیدی حدود ۱۳ روز به‌طور دقیقتر ۱۳٫۰۶۷ درجه (اوج ۱۳٫۷ روز و حضیض ۱۲٫۸۲۵ روز) پس از نقاط انقلابین است که در اینصورت به‌طور متوسط و میانگین اوج خورشیدی ساعت ۲۱:۲۲ روز ۱۳ تیرماه (۴ ژوئیه) و حضیض خورشیدی ساعت ۱:۵۳ روز ۱۴ دیماه (۴ ژانویه) می‌باشد. روز و ساعت اوج و حضیض زمین در چند سال گذشته و آینده در جدول زیر آمده است:
| سال  | حضیض خورشیدی | حضیض خورشیدی | اوج خورشیدی | اوج خورشیدی |
| سال  | تاریخ        | زمان (UT)    | تاریخ       | زمان (UT)   |
| ---- | ------------ | ------------ | ----------- | ----------- |
| ۲۰۱۰ | ژانویه ۳     | ۰۰:۰۹        | ژوئیه ۶     | ۱۱:۳۰       |
| ۲۰۱۱ | ژانویه ۳     | ۱۸:۳۲        | ژوئیه ۴     | ۱۴:۵۴       |
| ۲۰۱۲ | ژانویه ۵     | ۰۰:۳۲        | ژوئیه ۵     | ۰۳:۳۲       |
| ۲۰۱۳ | ژانویه ۲     | ۰۴:۳۸        | ژوئیه ۵     | ۱۴:۴۴       |
| ۲۰۱۴ | ژانویه ۴     | ۱۱:۵۹        | ژوئیه ۴     | ۰۰:۱۳       |
| ۲۰۱۵ | ژانویه ۴     | ۰۶:۳۶        | ژوئیه ۶     | ۱۹:۴۰       |
| ۲۰۱۶ | ژانویه ۲     | ۲۲:۴۹        | ژوئیه ۴     | ۱۶:۲۴       |
| ۲۰۱۷ | ژانویه ۴     | ۱۴:۱۸        | ژوئیه ۳     | ۲۰:۱۱       |
| ۲۰۱۸ | ژانویه ۳     | ۰۵:۳۵        | ژوئیه ۶     | ۱۶:۴۷       |
| ۲۰۱۹ | ژانویه ۳     | ۰۵:۲۰        | ژوئیه ۴     | ۲۲:۱۱       |
| ۲۰۲۰ | ژانویه ۵     | ۰۷:۴۸        | ژوئیه ۴     | ۱۱:۳۵       |
| ۲۰۲۱ | ژانویه ۲     | ۱۳:۵۱        | ژوئیه ۵     | ۲۲:۲۷       |
| ۲۰۲۲ | ژانویه ۴     | ۰۶:۵۵        | ژوئیه ۴     | ۰۷:۱۱       |
| ۲۰۲۳ | ژانویه ۴     | ۱۶:۱۷        | ژوئیه ۶     | ۲۰:۰۷       |
| ۲۰۲۴ | ژانویه ۳     | ۰۰:۳۹        | ژوئیه ۵     | ۰۵:۰۶       |
| ۲۰۲۵ | ژانویه ۴     | ۱۳:۲۸        | ژوئیه ۳     | ۱۹:۵۵       |
| ۲۰۲۶ | ژانویه ۳     | ۱۷:۱۶        | ژوئیه ۶     | ۱۷:۳۱       |
| ۲۰۲۷ | ژانویه ۳     | ۰۲:۳۳        | ژوئیه ۵     | ۰۵:۰۶       |
| ۲۰۲۸ | ژانویه ۵     | ۱۲:۲۸        | ژوئیه ۳     | ۲۲:۱۸       |
| ۲۰۲۹ | ژانویه ۲     | ۱۸:۱۳        | ژوئیه ۶     | ۰۵:۱۲       |

اوج خورشیدی حداکثر تا ۱۵۲٬۰۹۷٬۷۰۰ کیلومتر (۱٫۰۱۶۷۱ واحد نجومی) و حضیض حداقل تا ۱۴۷٬۰۹۸٬۰۷۰ کیلومتر (۰٫۹۸۳۲۹ واحد نجومی) است. این دو نقطه با حفظ قرینگی و تقابل هم بر روی مدار زمین به تدریج جابجا می‌شوند، نقطه حضیض خورشیدی در سال ۲۰۰۰م بر ۲۸۲٫۸۹۵ درجه مداری بوده که تا سال ۲۰۱۲م به ۲۸۳٫۰۶۷ درجه مداری کشیده شده است.

## واژه نامه
واژه نامه و برگردان فارسی اوج و حضیض سیارات و پدیده‌های اختری:
| جرم فضایی    | نام انگلیسی اوج                      | نام فارسی اوج        | نام انگلیسی حضیض                        | نام فارسی حضیض  |
| ------------ | ------------------------------------ | -------------------- | --------------------------------------- | --------------- |
| عمومی        | Apoapsis/apocentre/apapsis‏           | اوج/اوج مرکزی/دوراوج | Periapsis/Pericentre                    | حضیض            |
| کهکشان       | Apogalacticon                        | اوج کهکشانی          | Perigalacticon                          | حضیض کهکشانی    |
| ستاره        | Apastron                             | اوج اختری            | Periastron                              | حضیض اختری      |
| سیاه‌چاله     | pomelasma/Apobothra/Aponigricon      | اوج سیاهچاله‌ای       | Perimelasma/Peribothra/Perinigricon     | حضیض سیاهچاله‌ای |
| خورشید       | Aphelion                             | اوج خورشیدی          | Perihelion                              | حضیض خورشیدی    |
| تیر (عطارد)  | Apohermion                           | اوج تیری             | Perihermion                             | حضیض تیری       |
| ناهید (زهره) | Apocytherion/Apocytherean/Apokrition | اوج ناهیدی           | Pericytherion/Pericytherean/Perikrition | حضیض ناهیدی     |
| زمین         | Apogee                               | اوج زمینی            | Perigee                                 | حضیض زمینی      |
| ماه          | Aposelene/Apocynthion/Apolune        | اوج ماهی             | Periselene/Pericynthion/Perilune        | حضیض ماهی       |
| بهرام (مریخ) | Apoareion                            | اوج بهرامی           | Periareion                              | حضیض بهرامی     |
| هرمز (مشتری) | Apozene/Apojove                      | اوج هرمزی            | Perizene/Perijove                       | حضیض هرمزی      |
| کیوان (زحل)  | Apokrone/Aposaturnium                | اوج کیوانی           | Perikrone/Perisaturnium                 | حضیض کیوانی     |
| اورانوس      | Apouranion                           | اوج اورانوسی         | Periuranion                             | حضیض اورانوسی   |
| نپتون        | Apoposeidion                         | اوج نپتونی           | Periposeidion                           | حضیض نپتونی     |
| پلوتون       | Apohadion                            | اوج پلوتونی          | Perihadion                              | حضیض پلوتونی    |